# Electronic Labyrinth: THX 1138 4EB
Electronic Labyrinth: THX 1138 4EB è un cortometraggio studentesco del 1967 diretto da George Lucas, realizzato come saggio conclusivo del proprio master universitario alla University of Southern California (USC).
Nel 1971 il regista si è basato su quest'opera per il suo primo lungometraggio, L'uomo che fuggì dal futuro (THX 1138).

## Trama
Si svolge il 14 maggio 2187 e inizia alle 2:53:38. Il cittadino THX 1138 viene dichiarato colpevole di atto sessuale e il suo partner YYO 7117 viene interrogata e nega di averlo mai amato.
Nei corridoi sotterranei apparentemente infiniti della città in cui risiede, THX cerca di fuggire dalla sua imminente punizione. Gli archivi automatici custodiscono numerose immagini della sua fuga, che vengono registrate da appositi apparati di sorveglianza. Su una foto color seppia, è raffigurata la figura divina di questa cultura; un uomo barbuto con il numero 0000 sulla fronte.
THX 1138 entra in un ascensore e risuona un rumore elettronico acuto, che lo costringe a tapparsi le orecchie per il dolore. Un ufficiale di sicurezza di nome PERFECTBOD 2180 tenta di arrestarlo di nuovo. THX 1138 è intrappolato ma attiva un'arma, provocando un lampo, e facendo cadere a terra una guardia di sicurezza.
Infine, THX 1138 apre una porta e scopre finalmente la luce del giorno. Mentre risale in superficie e si avvicina al tramonto, YYO 7117 riceve il seguente messaggio dal sottosuolo:
"Mi dispiace annunciare che il tuo partner THX 1138 si è distrutto al 4-5-2-3-9. L'autorità non ha risparmiato sforzi per prevenire questa tragedia. Mi dispiace davvero. Puoi ottenere un nuovo partner al Center P Lab."

## Distribuzione
Il corto è disponibile in home-video nel dvd Reel Talent: First Films by Legendary Directors. Al minuto 06:50 è visibile una bobina di nastro magnetico con indicato "University of Southern California".

## Riconoscimenti
- Nel 2010 è stato scelto per essere conservato nel National Film Registry della Biblioteca del Congresso degli Stati Uniti.[1]